# لیکوهای استرالزی
لیکوهای استرالزی (نام علمی: Pomatostomidae) نام یک تیره از راسته گنجشک‌سانان است.

## گونه‌ها
- لیکویی پاپوآ،  Pomatostomus isidorei
- لیکویی کاکل‌خاکستری،  Pomatostomus temporalis
- لیکویی ابروسفید،  Pomatostomus superciliosus
- لیکویی هل،  Pomatostomus halli
- لیکویی کاکل‌بلوطی،  Pomatostomus ruficeps